# Wu von Chu
Wang Wu von Chu (chinesisch 楚武王, Pinyin Chǔ Wǔ Wáng, gestorben 690 vor Christus) war ein chinesischer Herrscher der Zeit der Frühlings- und Herbstannalen. Er regierte den Staat Chu fünfzig Jahre lang von 740 vor Christus bis zu seinem Tod; 704 vor Christus ernannte er sich zum ersten König von Chu.

## Namen und Abstammung
Sein persönlicher Geburtsname war Chè (徹), dieser wurde aber von späteren Chronisten in Tong (通) geändert, um ein Namenstabu mit dem gleichnamigen Kaiser Han Wudi einzuhalten, welcher die gleichen Namen trug, auch den höfischen Namen Tong. Das Shiji nennt ihn ferner beim Namen Xiong Tong. Er entstammte der Familie Mi (羋) und dem Clan der Xióng (熊). Der Name Wu ist der posthume Name, welcher auf seine militärischen Erfolge abhebt.
Er war der zweite Sohn des Zi Xiao'ao (霄敖) und übernahm die Regentschaft von seinem Bruder Fenmao (蚡冒), den er Gerüchten zufolge ermorden ließ, um seine Nachfolge anzutreten.

## Regentschaft
König Wu heiratete Deng Man (邓曼), eine Tochter des Fürsten von Deng, eines Chu-Vasallenstaats.
Das mächtige Fürstentum Chu war formell Teil des Zhou-Reichs, hatte sich aber erst kurz vor dem Niedergang der Westlichen Zhou unterworfen. Unter den Östlichen Zhou behielt der Fürst von Chu am Königshof den rangniedrigen Titel des Zi (子, übersetzt meist als Vizegraf). Das Shiji berichtet, im Sommer seines 37. Regierungsjahres sei Wu seines Titels Zi überdrüssig gewesen und habe seine Vasallen zu einem Treffen zusammengerufen. Im Beisein seiner Nachbarfürsten und Vasallen aus den Staaten Ba, Pu, Deng, Jiao, Luo, Zhen, Shen, Er, Yun und Jiang erklärte sich der Vizegraf zum Wang von Chu, also zum König. Die Fürsten der Staaten Huang und Sui wurden für ihr Nichtkommen gerügt, Sui wurde zudem angegriffen und sein Fürst gestürzt. In der Folgezeit bezeichneten sich alle Fürsten von Chu als Wang (König).
Historiker erklären diese Selbsterhöhung mit diplomatischen Schwierigkeiten, welche der Zi von Chu mit seinen südlichen Nachbarn gehabt haben müsse. Führer jener nichtchinesischen Regionen und Stammestümer bezeichneten sich ebenfalls als Könige. Nachdem Wu ein gebührender Rang (etwa eines Gongs) durch die regierenden Zhou jahrzehntelang trotz inständigen Bittens verweigert worden war, sei die Königs-Ernennung weniger als Akt der Rebellion gegen die Zhou-Könige zu verstehen, denn als Bemühung, sich den Respekt der Vasallen und Nachbarreiche zu erhalten. Für lange Zeit blieb Chu das einzige chinesische Fürstentum, welches von einem dem Zhou-König formell gleichrangigen Herrscher regiert wurde, und beanspruchte auch bald den Status eines unabhängigen Staates, der nicht länger Vasall der Zhou sei. Erst zur Zeit der Streitenden Reiche wagte es eine Mehrzahl der mächtigen Gongs, sich ebenfalls als Könige zu bezeichnen.
Chu Wuwang kodifizierte bei seiner Machtübernahme auch eine Bürokratiestruktur, die sich von derjenigen in Zhou-China unterschied. Dazu gehörten die Amtsbezeichnungen für den Regierungschef (chinesisch 令尹, Pinyin Lìngyǐn) und für den militärischen Befehlshaber (chinesisch 莫敖, Pinyin Mo'ao). Die ersten Amtsinhaber waren in diesen Ämtern sein Onkel väterlicherseits, Dou Bobi (鬬伯比), respektive sein eigener Sohn Qu Xia (屈瑕). Qu Xia versagte allerdings als Befehlshaber bei seinem ersten bedeutenden Feldzug gegen den Staat Luo im Jahr 699 v. Chr. und beging Selbstmord. Im Jahr 690 führte Wu selbst einen erneuten Straffeldzug gegen Sui, als er erkrankte und nahe dem Han-Fluss starb. Der Lìngyǐn Dou Qi (鬬祁), Cousin des Königs, führte die Armee dann wie geplant und erzwang die Unterwerfung der Anführer von Sui.
Nach diesem Feldzug bestieg Wus zweiter Sohn Xiong Zi den Thron als Chu Wenwang (König Wen von Chu). Ein dritter bezeugter Sohn war Ziyuan (子元), der nie regierte.